# Lago Esperanza
Lago Esperanza är en sjö i Argentina.   Den ligger i provinsen Chubut, i den sydvästra delen av landet, 1 400 km sydväst om huvudstaden Buenos Aires. Lago Esperanza ligger 496 meter över havet. Arean är 3,7 kvadratkilometer. Den sträcker sig 1,4 kilometer i nord-sydlig riktning, och 4,4 kilometer i öst-västlig riktning.
I omgivningarna runt Lago Esperanza växer i huvudsak blandskog. Trakten runt Lago Esperanza är nära nog obefolkad, med mindre än två invånare per kvadratkilometer.